# Sings the Country Music Hall of Fame Hits, Vol. 2
Albums de Jerry Lee Lewis
Sings the Country Music Hall of Fame Hits, Vol. 1
(1969) Rockin' Rhythm and Blues
(1969)
Sings the Country Music Hall of Fame Hits, Vol. 2 est un album de Jerry Lee Lewis, enregistré sous le label Smash Records et sorti en 1969.

## Liste des chansons
1. I Can't Stop Loving You (Don Gibson)
2. Fraulein (chanson) (en) (Franklin Delano Williams (en))
3. He'll Have to Go (Audrey Allison/Joe Allison)
4. More and More (Merle Kilgore (en)/Webb Pierce)
5. Why Don't You Love Me (Like You Used To Do) (Hank Williams)
6. It Makes No Difference Now (Jimmie Davis/Floyd Tillman (en))
7. Pick Me Up on Your Way Down (Harlan Howard)
8. One Has My Name (The Other Has My Heart) (Hal Blair/Dearest Dean/Eddie Dean)
9. I Get the Blues When It Rains (Marcy Klauber/Harry Stoddard)
10. Cold, Cold Heart (H. Williams)
11. Burning Memories (Mel Tillis (en)/Wayne Walker)
12. Sweet Thang (avec Linda Gail Lewis) (Nat Stuckey)

## Source de la traduction
- (en) Cet article est partiellement ou en totalité issu de l’article de Wikipédia en anglais intitulé « Sings the Country Music Hall of Fame Hits, Vol. 2 » (voir la liste des auteurs).